# Gloria Swanson
Gloria May Josephine Swanson (27 tháng 3 năm 1899 - 4 tháng 4 năm 1983) là một nữ diễn viên và nhà sản xuất phim người Mỹ. Bà nổi tiếng nhất với vai Norma Desmond, một ngôi sao điện ảnh phim câm, trong bộ phim được đánh giá cao năm 1950 Sunset Boulevard.
Swanson cũng là một ngôi sao trong kỷ nguyên phim câm với tư cách một diễn viên và một biểu tượng thời trang, đặc biệt khi dưới sự chỉ đạo của Cecil B. DeMille. Trong suốt những năm 1920, Swanson là thỏi nam châm hút khách hàng đầu của Hollywood.
Swanson đóng vai chính trong hàng chục bộ phim câm và được đề cử cho giải Oscar đầu tiên trong hạng mục Nữ diễn viên xuất sắc nhất. Bà cũng sản xuất phim của riêng mình, bao gồm Sadie Thompson và The Love of Sunya. Năm 1929, Swanson chuyển sang phim có thoại với bộ phim The Trespasser. Các vấn đề cá nhân của bà và thị hiếu thay đổi đã khiến bà lu mờ dần trong những năm 1930, sau đó bà chuyển qua kịch nghệ và truyền hình.

## Tuổi thơ
Gloria May Josephine Swanson< được sinh ra trong một ngôi nhà nhỏ ở Chicago vào năm 1899. Mẹ bà là Adelaide (nhũ danh Klanowski) và cha bà là Joseph Theodore Swanson, một người lính. Mẹ của bà đã theo học kịch nghệ tại Học viện Giáo dục Hawthorne. Cha của bà xuất thân từ một gia đình người Mỹ gốc Thuỵ Điển theo giáo hội Luther, và mẹ bà là người có gốc Đức, Pháp và Ba Lan.
Bởi vì sự gắn bó của người cha với Quân đội Hoa Kỳ, gia đình bà di chuyển thường xuyên và Swanson đã dành hầu hết thời thơ ấu của mình tại Puerto Rico, nơi bà học tiếng Tây Ban Nha. Bà cũng ở một thời gian dài tại Key West, Florida. Bà không có ý định tham gia vào giới giải trí, nhưng người cô đã đưa Swanson đến chơi một công ty điện ảnh nhỏ ở Chicago, tên là Essanay Studios và Swanson được mời làm việc tại đó với một vai phụ.
Sau một vài tháng đóng vai phụ với những diễn viên khác như Charlie Chaplin, và kiếm được 13,50 đô la một tuần, Swanson bỏ học để làm việc toàn thời gian tại studio. Bố mẹ bà nhanh chóng ly dị và bà cùng mẹ chuyển đến California.

## Sự nghiệp

### Những năm đầu

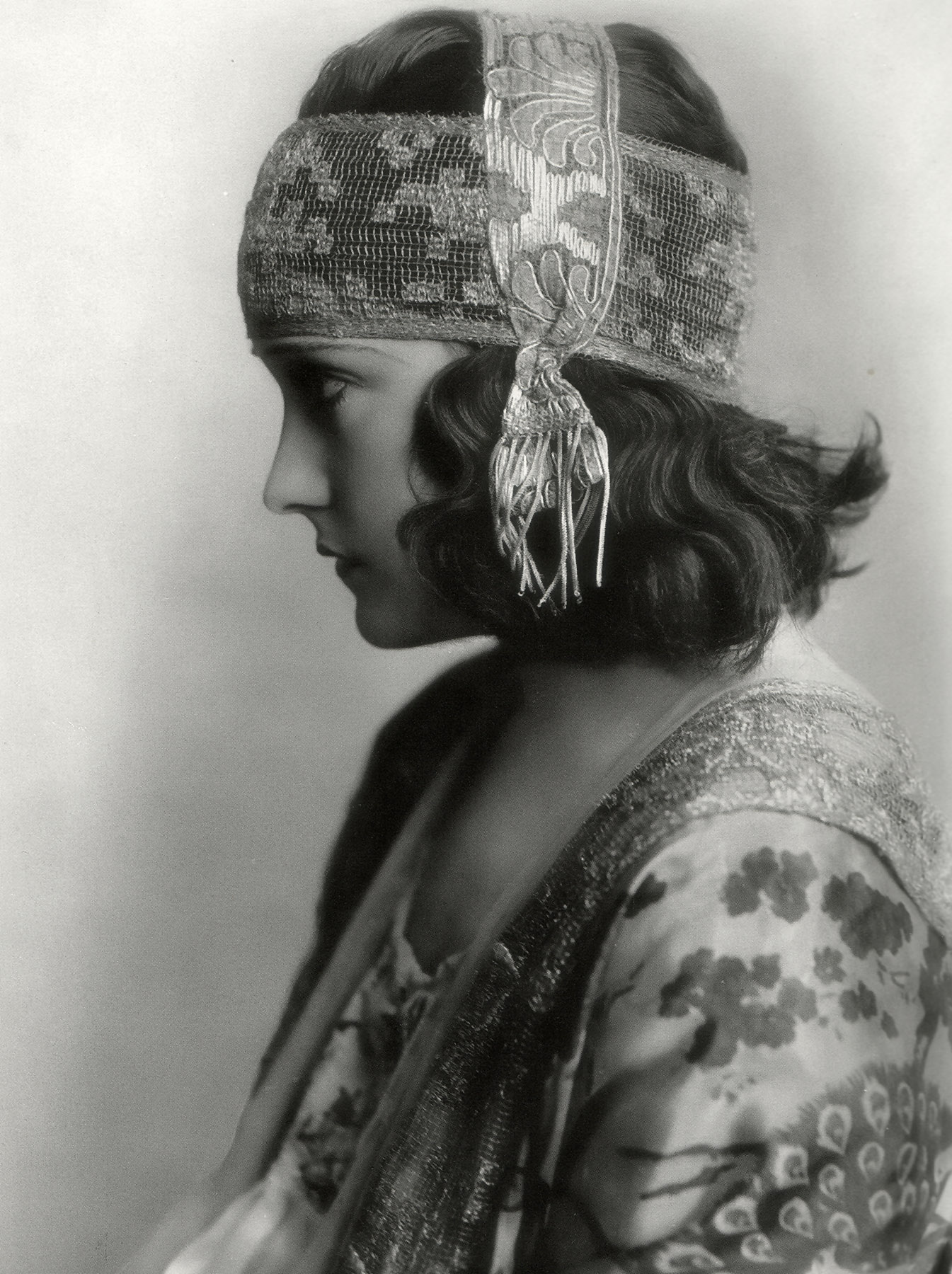
Gloria Swanson trong một cảnh của bộ phim Don't Change Your Husband (1919)

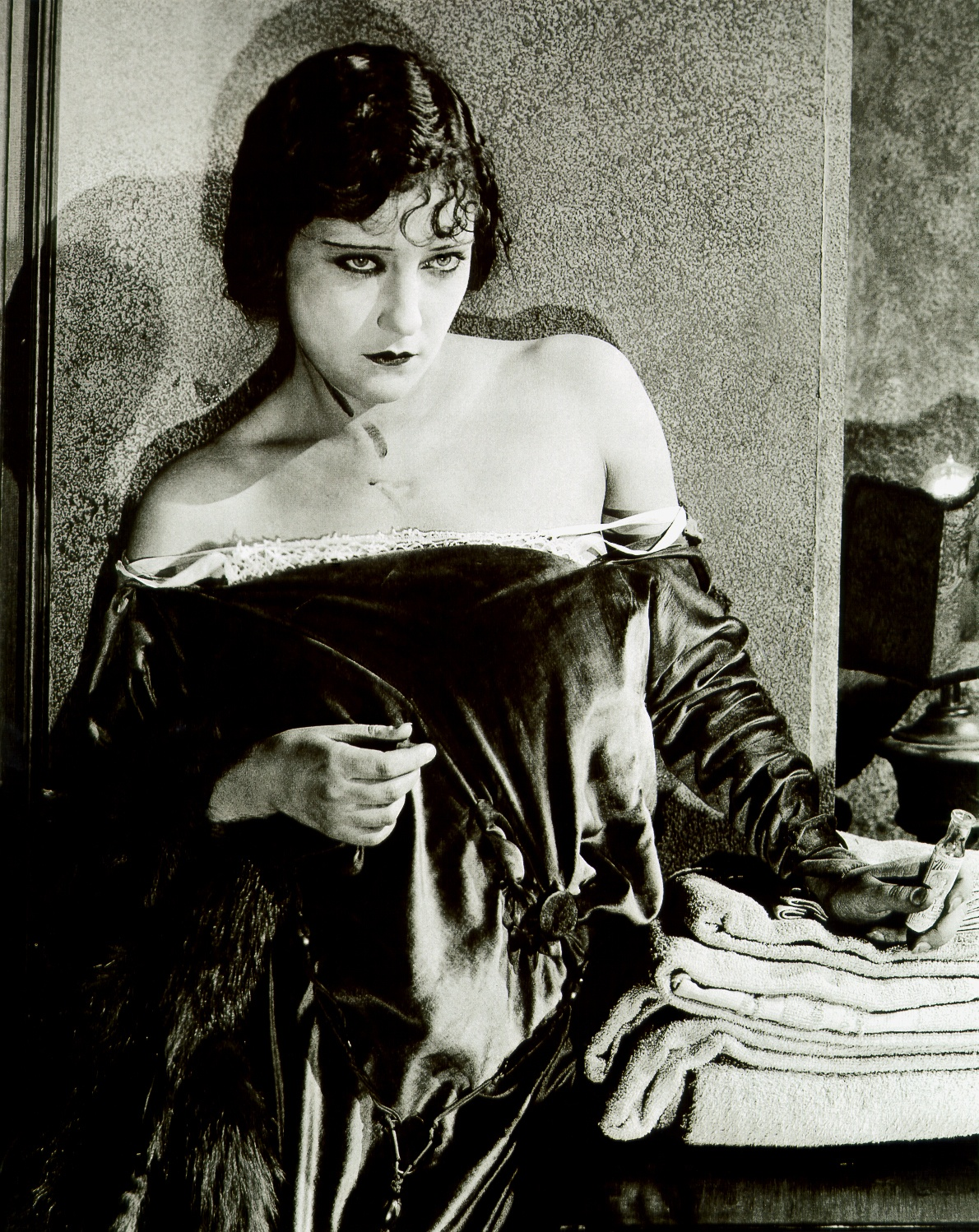
Gloria Swanson trong phim Why Change Your Wife? (1920)

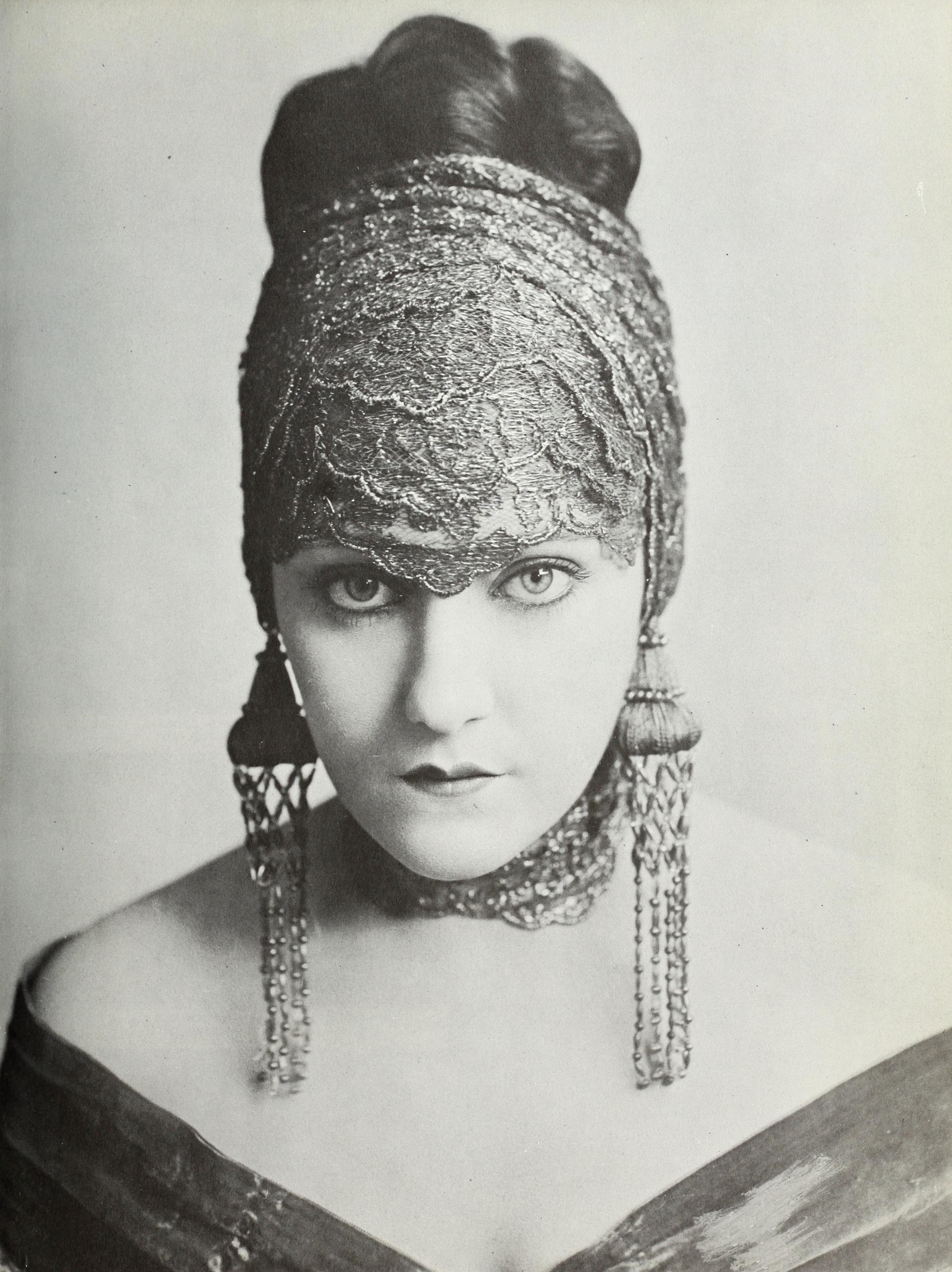
Chân dung năm 1919

Swanson ra mắt năm 1914 như một vai phụ trong phim The Song of Soul của Essanay. Bà được cho là đã yêu cầu tham gia bộ phim chỉ để cho vui. Essanay đã thuê bà để đóng trong một số bộ phim, bao gồm His New Job, do Charlie Chaplin đạo diễn kiêm diễn viên. 
Swanson chuyển đến California năm 1916 để xuất hiện trong các vở hài kịch Keystone của Mack Sennett, đối đầu với Bobby Vernon. Với sự ăn ý trên màn ảnh, cặp đôi này đã trở nên nổi tiếng. Đạo diễn Charley Chase nhớ lại rằng bà "sợ hãi đến chết" trong những pha nguy hiểm của Vernon. Tuy nhiên, sau khi chinh phục nỗi sợ, bà thường xuyên hợp tác với Vernon. Các phim họ hợp tác còn lưu lại đến nay là The Danger Girl (1916), The Sultan's Wife (1917), và Teddy at the Throttle (1917).
Năm 1919 bà ký hợp đồng với Paramount Pictures và thường làm việc với Cecil B. DeMille, người đã đưa Swanson trở thành một diễn viên đóng vai nữ chính lãng mạn trong những bộ phim như Don't Change Your Husband (1919), Male and Female (1919) với cảnh nổi tiếng đóng vai "người tình của sư tử" với một con sư tử thật, Why Change Your Wife? (1920), Something to Think About (1920), và The Affairs of Anatol (1921).
Trong vòng hai năm, Swanson đã trở thành ngôi sao và là một trong những nữ diễn viên được yêu thích nhất ở Hollywood. Sau đó, bà xuất hiện trong một loạt các bộ phim do Sam Wood đạo diễn. Bà đóng vai chính trong Beyond the Rocks (1922) với người bạn lâu năm Rudolph Valentino. (đã tưởng là bị mất, nhưng đến năm 2004 Beyond the Rocks đã được tìm ra trong một bộ sưu tập cá nhân ở Hà Lan và hiện nay đã có trên DVD.) Swanson tiếp tục thực hiện các bộ phim cổ trang trong vài năm sau đó. Những bộ phim của bà thành công đến nỗi Paramount đã sợ mất bà và chiều theo nhiều ý tưởng và mong muốn của bà.
Trong thời hoàng kim của Swanson, khán giả đã đến với các bộ phim của bà không chỉ để xem màn trình diễn mà còn để ngắm trang phục của bà. Bà thường xuyên trang trí quần áo bằng hạt, đồ trang sức, lông con công, lông đà điểu và các đồ haute couture xa hoa đắt tiền. Thời trang, kiểu tóc và đồ trang sức của bà được sao chép trên toàn thế giới. Bà là diễn viên trang phục đầu tiên của truyền hình và đã trở thành một trong những phụ nữ nổi tiếng và được chụp ảnh nhiều nhất trên thế giới.
Năm 1925, Swanson đóng vai chính trong phim hợp tác Pháp-Mỹ Madame Sans-Gêne, do Léonce Perret đạo diễn. Lần đầu tiên quay phim được cho phép tại nhiều địa điểm lịch sử liên quan đến Napoléon. Trong khi bộ phim đã được đón nhận vào thời điểm đó, không có bản in nào được biết là đã tồn tại, và nó được coi là một bộ phim bị mất. Trong quá trình sản xuất Madame Sans-Gêne, Swanson gặp người chồng thứ ba Henri, Marquis de la Falaise, người đã được thuê làm người phiên dịch của bà trong quá trình sản xuất phim. Sau bốn tháng cư trú tại Pháp, bà trở về Hoa Kỳ như một quý tộc châu Âu, bây giờ được gọi là Marquise. Bà đã được người hâm mộ chào đón rất đông với các cuộc diễu hành ở cả New York và Los Angeles. Swanson xuất hiện trong một đoạn phim ngắn năm 1925 do Lee DeForest sản xuất trong quá trình chuyển âm thanh trên phim Phonofilm. Bà đã thực hiện một số bộ phim cho Paramount, trong số đó có The Coast of Folly, Stage Struck và Fine Manners.
Năm 1927, bà quyết định từ chối một hợp đồng với mức lương một triệu đô la một năm (khoảng 13,6 triệu đô la trong năm 2017) với Paramount để tham gia vào hội United Artists mới được thành lập, nơi bà là người chủ của chính mình và có thể làm những bộ phim bà muốn, với diễn viên mà bà muốn, và thời điểm bà chọn. Phim độc lập đầu tiên của bà, The Love of Sunya, do Albert Parker đạo diễn, dựa trên vở kịch The Eyes of Youth, của Max Marcin và Charles Guernon. Được Swanson sản xuất bởi và đóng vai chính, phim có các diễn viên John Boles và Pauline Garon. Đó là câu chuyện về một phụ nữ trẻ có khả năng nhìn thấy tương lai của mình, bao gồm cả tương lai của cô với những người đàn ông khác nhau. Câu chuyện đã được quay trước đó với tên gọi Eyes of Youth với Clara Kimball Young đóng vai chính (phim này cũng được đạo diễn bởi Albert Parker và chịu trách nhiệm về việc phát hiện ra diễn viên Rudolph Valentino của June Mathis). Sản xuất phim có nhiều vấn đề, chủ yếu là thiếu một người quay phim thích hợp để xử lý tráng ảnh kép phức tạp của bộ phim, vì Swanson không quen chịu trách nhiệm chính, và việc quay phim diễn ra ở New York. Bộ phim được công chiếu tại buổi khai trương Nhà hát Roxy ở thành phố New York vào ngày 11 tháng 3 năm 1927. (Swanson được chụp trong đống đổ nát của Roxy ngày 14 tháng 10 năm 1960, trong thời gian phá hủy rạp hát, trong một bức ảnh nổi tiếng được chụp bởi nhiếp ảnh gia tạp chí Time-Life Eliot Elisofon và xuất bản trong tạp chí Life.) Quá trình sản xuất đã là một thảm họa và Swanson cảm thấy thành công của bộ phim cùng lắm chỉ đạt mức trung bình. Theo lời khuyên của Joseph Schenck, Swanson trở lại Hollywood, nơi Schenck cầu xin bà quay một bộ phim mang tính thương mại hơn. Bà đồng ý nhưng cuối cùng lại quay bộ phimSadie Thompson gây nhiều tranh cãi hơn.

### Sadie Thompson

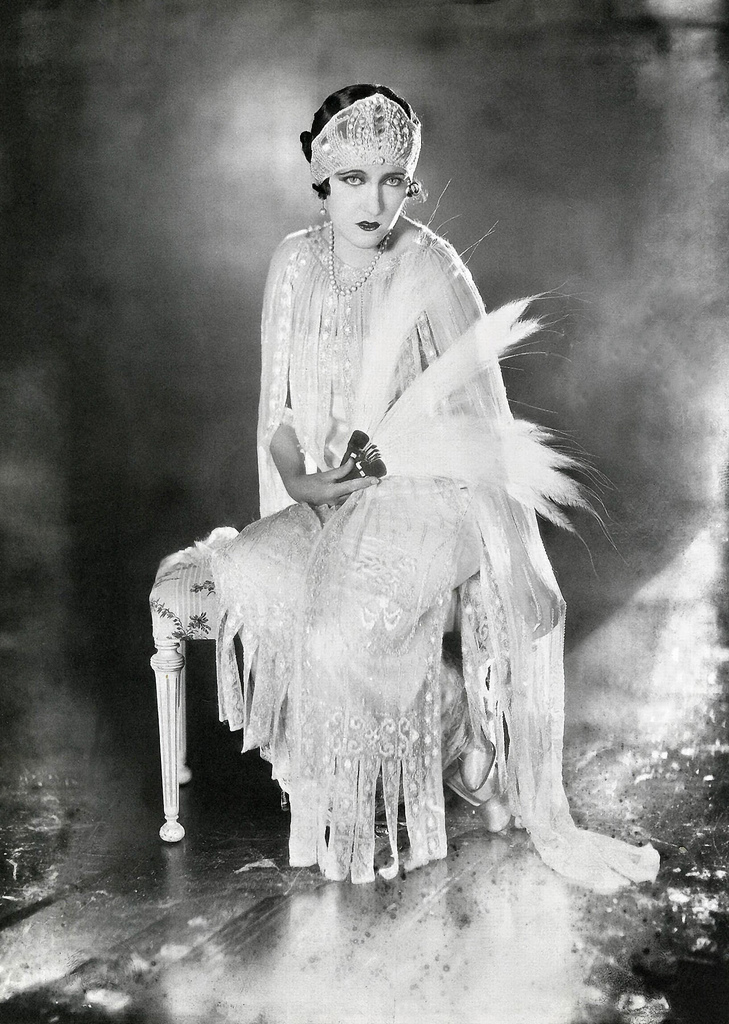
Swanson năm 1922

Cảm thấy mình sẽ không bao giờ có nhiều tự do nghệ thuật và độc lập nghệ thuật như bà đã có vào lúc đó, Swanson quyết định "muốn tự làm Gold Rush cho riêng mình". Schenck cầu xin bà làm một bộ phim thành công về mặt thương mại như The Last of Mrs. Cheyney. Swanson cảm thấy nó quá công thức và quyết định gọi đạo diễn Raoul Walsh, người đã ký hợp đồng với Fox Film Corporation vào thời điểm đó. Walsh đã biết về việc đưa tài liệu gây tranh cãi lên phim, và tại cuộc họp đầu tiên của họ, đã đề nghị vở kịch Rain (1923) của John Colton/Clemence Randolph, dựa trên một câu chuyện của W. Somerset Maugham năm 1921 với tiêu đề Miss Thompson. Swanson đã thấy Jeanne Eagels đóng vai này hai lần, và rất thích nó.
Vì nội dung của nó, việc sản xuất bộ phim dưới sự hạn chế chặt chẽ của Bộ luật Hays gần như là không thể. Vở kịch trên có trong danh sách đen không chính thức, và bị cấm làm phim một năm trước đó. Để cố gắng tránh các vấn đề với luật pháp, Swanson và Walsh từ bỏ các lời thoại tục tĩu, đổi tên "Giám mục Davidson" thành "Ông Davidson", và tuyên bố là sản xuất phim này vì mục đích đạo đức, giống như Irving Thalberg đã sản xuất The Scarlet Letter (1926) cho MGM.
Swanson mời Will Hays ăn trưa và tóm tắt cốt truyện, đặt tên tác giả và các điểm nhấn. Theo Swanson, Hays hứa hẹn bằng lời nói rằng ông sẽ không gặp vấn đề gì với việc sản xuất một bộ phim như vậy. Swanson mua bản quyền của vở kịch bằng cách bảo Schenck giả vờ để mua nó cho United Artists, mà không bao giờ được sử dụng. Họ đã mua được quyền sản xuất với giá 60.000 đô la thay vì 100.000 đô la giá ban đầu. Khi tin tức liên quan đến việc vở kịch chuyển thể thành phim, ba tác giả đã đe dọa kiện. Swanson sau đó liên lạc với Maugham về quyền đối với phần tiếp theo, và ông đồng ý bán với giá 25.000 đô la. Maugham tuyên bố Fox đã hỏi về một quyền cho phần tiếp theo cùng lúc khi Swanson mua bản quyền của câu chuyện gốc. Phần tiếp theo là tận dụng việc khai thác thêm phim Sadie ở Úc, nhưng chưa bao giờ được thực hiện.
Swanson và Walsh tập trung viết kịch bản, và kín đáo đặt một quảng cáo công bố bộ phim, nghĩ rằng không ai để ý, vì Charles Lindbergh vừa hoàn thành chuyến bay xuyên Đại Tây Dương lịch sử của mình. Tuy nhiên, báo chí đã chú ý và làm câu chuyện trở nên giật gân. United Artists đã nhận được một bức điện hai trang đe dọa từ MPAA có chữ ký của tất cả các thành viên, bao gồm cả Fox (studio của Walsh) và Hays. Ngoài ra, những người ký tên còn lại sở hữu hàng nghìn rạp chiếu, và nếu họ từ chối chiếu phim thì đó có thể là một thảm họa tài chính. Đây là lần đầu tiên Swanson nghe được tên của Joseph P. Kennedy, người mà sau này bà đã có một quan hệ tình ái, và người sắp xếp tài trợ cho vài bộ phim tiếp theo của bà, bao gồm Queen Kelly (1929).

## Giải thưởng và đề cử
| Year | Award                                | Result    | Category                                                                  | Film or series   |
| ---- | ------------------------------------ | --------- | ------------------------------------------------------------------------- | ---------------- |
| 1929 | Giải Oscar                           | Đề cử     | Nữ chính xuất sắc nhất                                                    | Sadie Thompson   |
| 1930 | Giải Oscar                           | Đề cử     | Nữ chính xuất sắc nhất                                                    | The Trespasser   |
| 1951 | Giải Oscar                           | Đề cử     | Nữ chính xuất sắc nhất                                                    | Sunset Boulevard |
| 1951 | Giải Quả cầu vàng                    | Đoạt giải | Nữ diễn viên chính kịch xuất sắc nhất                                     | Sunset Boulevard |
| 1964 | Giải Quả cầu vàng                    | Đề cử     | Nữ diễn viên truyền hình xuất sắc nhất                                    | Burke's Law      |
| 1951 | Nastro d'Argento                     | Đoạt giải | Nữ diễn viên xuất sắc nhất – phim nước ngoài (Migliore Attrice Straniera) | Sunset Boulevard |
| 1951 | Jussi Awards                         | Đoạt giải | Nữ diễn viên nước ngoài                                                   | Sunset Boulevard |
| 1950 | Ủy ban Quốc gia về Phê bình Điện ảnh | Đoạt giải | Ủy ban Quốc gia về Phê bình Điện ảnh                                      | Sunset Boulevard |
| 1980 | Ủy ban Quốc gia về Phê bình Điện ảnh | Đoạt giải | Giải thưởng thành tựu trọn đời                                            | -                |
| 1975 | Giải Sao Thổ                         | Đoạt giải | Giải đặc biệt                                                             | -                |